# Клейн Роберт Олександрович
Роберт Олександрович Клейн  (9 березня 1913 — 30 січня 1990) — радянський офіцер-танкіст, Герой Радянського Союзу (1944), у роки німецько-радянської війни був командиром розвідувальної роти 1-ї Української партизанської дивізії.

## Біографія
Народився 24 лютого (9 березня) 1913 року в селі Міллер (нині Камишинського району Волгоградської області РФ). Німець. З 1926 року жив у Саратовській області. У 1932 році закінчив автомеханічний технікум у місті Маркс. Працював механіком на одному із заводів.
У РСЧА з 1932 року. В 1937 році закінчив Ульянівську бронетанкову школу.
Учасник війни з червня 1941 року. Командуючи танковою ротою був важко поранений, потрапив в оточення. З червня 1943 року перебував у партизанському з'єднанні імені Чапаєва (командир Іван Кузьмович Приймак), що діяло на території Київщини. Був командиром розвідувальної роти 1-ї Української партизанської дивізії, що діяла у Сумській області.
4 січня 1944 року Р. О. Клейну присвоєно звання Героя Радянського Союзу.
З травня 1945 року капітан Роберт Клейн у запасі. Мешкав у місті Орел. Працював начальником обласного автоуправління.

## Інші нагороди
Був нагороджений також орденом Леніна, орденом Богдана Хмельницького 3-го ступеня, орденом Вітчизняної війни 1-го ступеня, орденом Трудового Червоного Прапора, багатьма медалями та нагородами іноземних держав.